# Gimmel Tammuz
Gimmel Tammuz (in ebraico ג בתמוז‎?) o anche 3 Tammuz, è il terzo giorno del decimo mese dell'anno ebraico, iniziando a contare da Tishri, che è il quarto mese contando da Nissan.

## Eventi storici in questa data
- Nell'anno (2489) ב'תפ"ט tradizionalmente si ricorda che Giosuè sconfisse i cinque Re nella Guerra di Ghivonim[2]
- Nell'anno 5687 (1927)[3] il sesto Lubavitcher Rebbe Rabbi Yosef Yitzchak Schneersohn[4] fu scarcerato e condannato a tre anni d'esilio presso la remota città di Kostrama (infine commutata 10 gg. dopo, il 12-13 di Tammuz);[5] fu arrestato per aver propagato il Giudaismo nella Russia comunista. Suo genero e successore, Rabbi Menachem Mendel Schneersohn, sottolineò che, anche se il suo rilascio dalla prigione fu seguito dall'esilio, nondimeno è un giorno di gioia poiché fu l'"eschalta d'geulah" (l'inizio della redenzione).
- Nell'anno (ה'תש"ח (5708, durante la Guerra arabo-israeliana del 1948 le Forze di Difesa Israeliane (Tzva HaHagana LeYisra‘el - in ebraico צבא ההגנה לישרא‎?) catturarono la città di Lod con l'Operazione Dani[6]
- Nell'anno (ה'תשל"ז (5737, l'IDF svolse un'esercitazione di mobilitazione generale dei riservisti, la più grande esercitazione dal tempo della Guerra dello Yom Kippur, per mettere alla prova la velocità dei riservisti.

## Nascite
- Nell'anno (ה'תרמ"ו (5646 nacque Marc Bloch, lo storico ebreo francese, membro della  Resistenza francese e fondatore della École des Annales. Ucciso dalla Gestapo nel (תש"ד (5704.

## Morti
- Di significato particolare per il movimento Chabad - una delle più grandi comunità chassidiche del mondo - nella data di Gimmel Tammuz  5754 (1994), il Lubavitcher Rebbe, Rabbi Menachem Mendel Schneersohn[7] morì[8][9] alle ore 01:50 presso l'Ospedale Beth Israel a Manhattan e fu sepolto nello stesso giorno presso l'Ohel nell'antico cimitero ebraico Montefiore di Queens, vicino alla tomba di suo suocero e predecessore, Rabbi Yosef Yitzchak Schneersohn. Tale giorno viene commemorato con la visita alla tomba del Rebbe, col presenziare a riunione chassidiche (note come farbrengen), con lo studiare gli approfondimenti biblici del Rebbe e con altre funzioni. In questo i chassidim Chabad seguono le direttive e usanze scritte nella lettera del Rebbe per l'anniversario della morte di suo suocero.[10]